# Presto Typ F
Der Presto Typ F wurde 1927 von dem Chemnitzer Automobilhersteller Presto als Nachfolger des Typs E auf den Markt gebracht.
Er besaß einen 6-Zylinder-OHV-Reihenmotor mit 2,6 Litern Hubraum, der 50 PS bei 2500/min leistete und seine Kraft über ein 3-Gang-Getriebe mit Schalthebel in der Wagenmitte auf die Hinterräder weiterleitete. Der Motor war mit Magnetzündung ausgestattet. Der Wagen hatte einen U-Profil-Pressstahlrahmen und zwei Starrachsen, die an Halbelliptik-Blattfedern aufgehängt waren (an der Hinterachse in Underslung-Ausführung). Die mechanische Fuß- und Handbremse wirkte auf alle 4 Räder. Das Fahrzeug war als 4-sitziger Tourenwagen oder 4-sitzige Limousine verfügbar.
Gleichzeitig kam der Presto Typ G mit 300 mm längerem Fahrgestell heraus. Er war als 6-sitziger Tourenwagen oder 6-sitzige Limousine verfügbar. Sein Motor hatte 3,1 Liter Hubraum und leistete 55 PS bei 3000/min.
Beide Wagen waren auf Wunsch mit dem Motor des jeweils anderen Typs erhältlich. Jedoch waren die Fahrzeuge sehr unausgereift und verursachten durch Reklamationen erhebliche Kosten. Auch ruinierten sie den guten Ruf ihres Herstellers. Nach der Übernahme der Presto-Werke durch die NAG wurden die Fahrzeuge noch ein Jahr als NAG-Presto Typ F, bzw. NAG-Presto Typ G weitergebaut.
Als 1928 die Fertigung auslief, waren von den F- und G-Typen insgesamt ca. 1000 Exemplare entstanden.

## Technische Daten
| Typ                   | F (10/50 PS)        | G (12/55 PS)        |
| Bauzeitraum           | 1927–1928           | 1927–1928           |
| Aufbauten             | T4, L4              | T6, L4              |
| Motor                 | 6 Zyl. Reihe 4-Takt | 6 Zyl. Reihe 4-Takt |
| Ventile               | obengesteuert (ohv) | obengesteuert (ohv) |
| Bohrung × Hub         | 72 mm × 107 mm      | 77 mm × 112,4 mm    |
| Hubraum               | 2613 cm³            | 3119 cm³            |
| Leistung (PS)         | 50                  | 55                  |
| Leistung (kW)         | 37                  | 40                  |
| bei Drehzahl (1/min)  | 2500                | 3000                |
| Verdichtung           | 5,2–5,6 : 1         | 5,2–5,6 : 1         |
| Verbrauch             | 14 l / 100 km       | 16 l / 100 km       |
| Getriebe              | 3-Gang              | 3-Gang              |
| Höchstgeschwindigkeit | 80 km/h             | 80 km/h             |
| Leergewicht           | 1500–1650 kg        | 1600–1750 kg        |
| Zul. Gesamtgewicht    | 1950–2100 kg        | 2200–2350 kg        |
| Elektrik              | 12 Volt             | 12 Volt             |
| Länge                 | 4230 mm             | 4510 mm             |
| Breite                | 1750 mm             | 1750 mm             |
| Höhe                  | 1900 mm             | 1900 mm             |
| Radstand              | 3000 mm             | 3300 mm             |
| Spur vorne/hinten     | 1420 mm / 1420 mm   | 1410 mm / 1410 mm   |
| Reifengröße           | 30" x 5,77" ND      | 32" x 6,00" ND      |

- T4 = 4-sitziger Tourenwagen
- T6 = 6-sitziger Tourenwagen
- L4 = 4-türige Limousine

## Quelle
- Werner Oswald: Deutsche Autos 1920–1945, 10. Auflage, Motorbuch Verlag Stuttgart (1996), ISBN 3-87943-519-7